# Козарик
Козарик (укр. Козарик) — село, относится к Троицкому району Луганской области Украины.
Население по переписи 2001 года составляло 156 человек. Почтовый индекс — 92135. Телефонный код — 6456. Занимает площадь 16,55 км². Код КОАТУУ — 4425487506.

## Местный совет
92130, Луганська обл., Троїцький р-н, с. Тополі, вул. Радянська, 14  (укр.)